# Marry Me (Jason Derulo)
Marry Me è un singolo del cantante statunitense Jason Derulo, il secondo estratto dal terzo album in studio Tattoos.

## Il brano

### Testo
Il brano è dedicato alla ex fidanzata di Derulo, Jordin Sparks. La canzone è stata scritta dallo stesso Derulo insieme a Jonas Jeberg, e lo stesso Derulo ha rivelato in un'intervista che ritiene che il testo di Marry Me sia il migliore che abbia mai scritto.

## Classifiche
| Classifica (2013-2014) | Posizione |
| ---------------------- | --------- |
| Australia              | 8         |
| Austria                | 27        |
| Belgio (Vallonia)      | 5         |
| Canada                 | 37        |
| Francia                | 50        |
| Germania               | 57        |
| Nuova Zelanda          | 14        |
| Regno Unito            | 52        |
| Stati Uniti            | 26        |
| Svizzera               | 40        |